# Marie-Henriette Bertaut
Pour les articles homonymes, voir Bertaut.
Marie-Henriette Bertaut, née le 19 avril 1822 à Paris et morte le 17 avril 1899 à Rueil, est une peintre française.

## Biographie
Marie Henriette Eulalie Bertaut est la fille de Michel François Germain Bertaut, peintre en bâtiments, et de Victoire Estémanie Louis.
Élève de Pierre François Eugène Giraud et de Célestin Nanteuil, elle expose au Salon de 1852 à 1863.
En 1864, elle épouse Laurent Sébastien Eugène Larrieu (1805-1873), Jacques Eugène Caudron et Léonce Angrand sont témoins du mariage.
Elle meurt à Rueil, à l'âge de 78 ans.

## Œuvres exposées aux Salons parisiens
- Femme d’Alger, au Salon de 1852, étude
- Un Breton, au Salon de 1857
- Funérailles de Buon del Monte, au Salon de 1859
- Jésus montré au peuple et insulté, au Salon de 1861
- La Sieste, au Salon de 1862 (Toulouse)
- Malinconia, au Salon de 1862, aquarelle (Toulouse)
- Maria Aprocezzese, au Salon de 1863, étude
- Portrait de M. P. de V., au Salon de 1863